# Cessna O-2 Skymaster
Il Cessna O-2 Skymaster era un bimotore da osservazione ad ala alta prodotto dall'azienda statunitense Cessna Aircraft Company alla fine degli anni sessanta ed utilizzato principalmente dalla United States Air Force durante la guerra del Vietnam.

## Storia del progetto
Nel 1966, la United States Air Force decise di emettere una specifica per la fornitura di un nuovo velivolo da affiancare al Cessna O-1 Bird Dog nel ruolo di ricognizione e forward air control (FAC). La Cessna presentò una versione militare del proprio Cessna 337 Super Skymaster al quale l'USAF assegnò la designazione O-2. Il prototipo venne portato in volo per la prima volta nel gennaio 1967 e, dopo la valutazione positiva da parte della commissione esaminatrice, la Cessna ottenne una commessa. La produzione ebbe inizio il marzo successivo e terminò nel giugno 1970, con un totale di 532 esemplari costruiti.

## Impiego operativo
Gli esemplari cominciarono ad essere consegnati ai reparti che operavano nella guerra del Vietnam in due versioni. La più numerosa fu la O-2A, dotata di dispositivi fumogeni in grado di segnalare la presenza di obiettivi nemici ai reparti di cacciabombardieri. Normalmente le missioni si svolgevano con un equipaggio di due elementi, un pilota ed un osservatore, quest'ultimo con il compito di individuare possibili minacce nemiche. Il velivolo veniva inviato a svolgere una ricognizione aerea del territorio quindi, una volta avvistato, colpiva l'obiettivo con una serie di razzi fumogeni.
Una seconda versione, designata O-2B, venne usata per la guerra psicologica. Non era dotata di armamenti offensivi ma equipaggiata con megafoni esterni con i quali inviavano messaggi propagandistici in lingua vietnamita. Inoltre, a supporto, venivano sganciati volantini che esortavano la popolazione a ribellarsi.
Gli Skymaster risultarono velivoli apprezzati dai piloti per la loro robustezza, grazie anche alla particolare configurazione bimotore sullo stesso asse che assicurava una maggior probabilità di conservare l'uso di almeno un motore in caso di attacco e che permetteva loro di ritornare alla base. Inoltre erano adatti ad operare da piste improvvisate, una necessità derivata dalla particolare conformazione del territorio vietnamita.

## Versioni e varianti

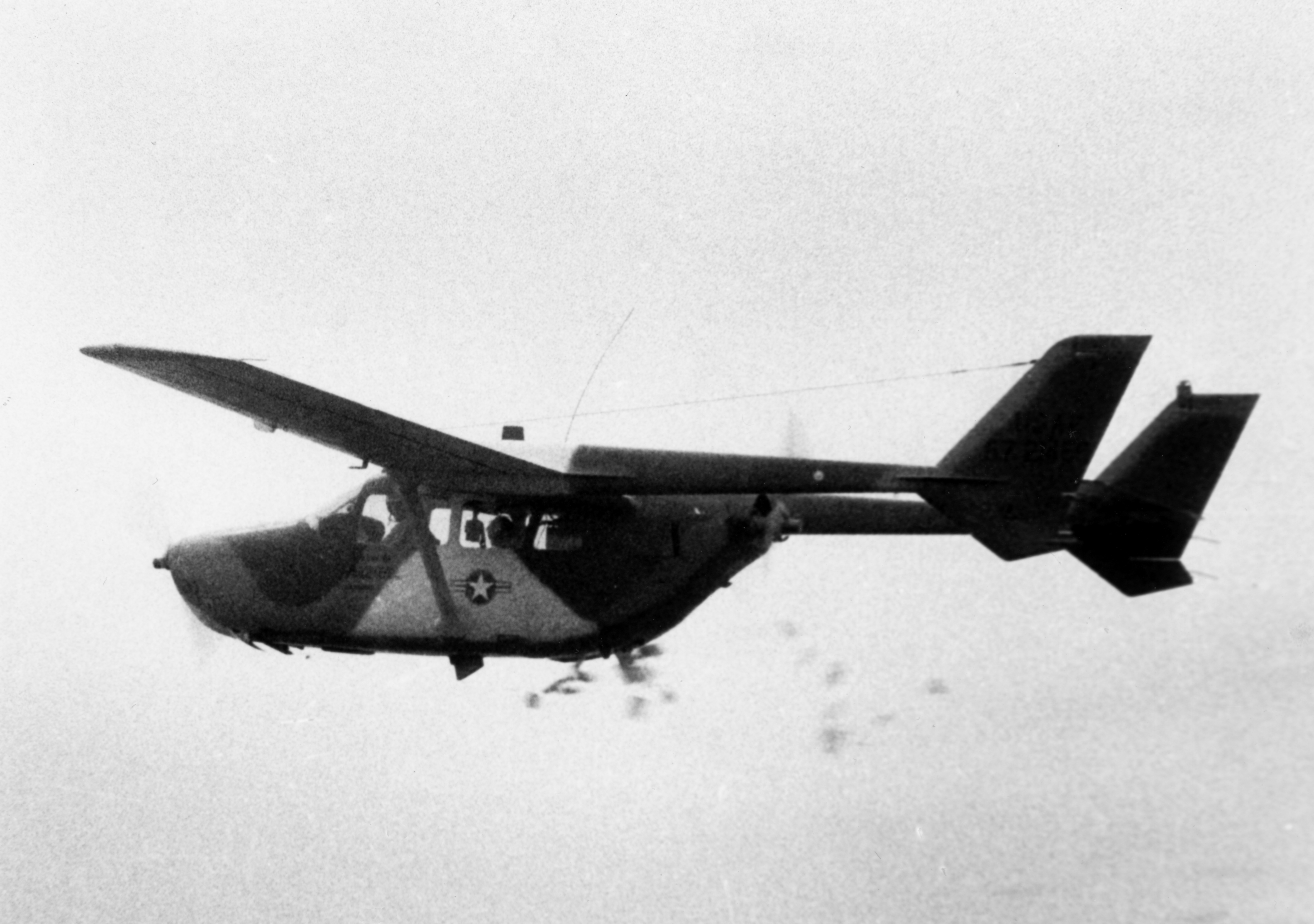
Un O-2B Skymaster mentre rilascia volantini propagandistici sul Vietnam.

O-2A
versione da osservazione utilizzata nelle missioni di controllo aereo del territorio, acquisizione obiettivi e coordinamento nella ricerca e salvataggio. Equipaggiata con 4 attacchi subalari poteva trasportare minipod dotati di mitragliatrici calibro 7,62 mm, razzi fumogeni o flare; vennero consegnati 513 esemplari.
O-2B
versione disarmata da guerra psicologica, equipaggiata con altoparlanti esterni e distributori di volantini, conversione di 31 Cessna 337 Skymaster civili portati allo standard O-2B.
Reims Cessna 337
versione civile ricondizionata in Rhodesia e portata allo standard O-2A.
O-2TT
conversione dell'O-2 dotata di due motori turboelica.

## Utilizzatori

### Militari

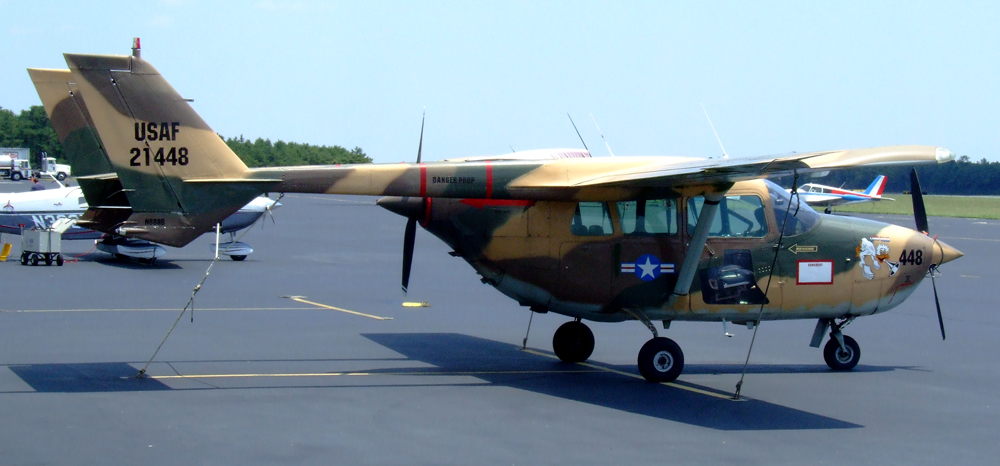
Un O-2 Skymaster conservato in condizioni di volo fotografato nel New Jersey, 2008.

Botswana
- Botswana Defence Force Air Wing

Dei 9 consegnati ne restano in servizio 5 al marzo 2017.
 Rep. Centrafricana
- Force Aérienne Centrafricaine

1 Cessna 337E consegnato, non si conosce il suo stato di operatività al febbraio 2018.
 Cile
- Fuerza Aérea de Chile
- Armada de Chile

3 O-2A Skymaster ceduti alla Marina Uruguaiana ad agosto 2018.
 Colombia
- Fuerza Aérea Colombiana

 Corea del Sud
- Daehan Minguk Gonggun

 El Salvador
- Fuerza Aérea Salvadoreña

13 tra  O-2A, O-2B e Cessna 337G consegnati, 9 in servizio al settembre 2019.
 Guinea Equatoriale
- Fuerza Aérea de Guinea Ecuatorial

1 Cessna 337 Super Skymaster consegnato.
 Mali
- Force aérienne de la République du Mali

2 O-2B in servizio al maggio 2018.
 Namibia
- Namibian Air Force

6 O-2A consegnati dagli USA.
 Nicaragua
- Forza aerea dell'Esercito nicaraguense

10 tra O-2A e O-2B consegnati.
 Portogallo
- Força Aérea Portuguesa

 Rhodesia
- Rhodesian Air Force

 Sri Lanka
- Sri Lanka Air Force

 Stati Uniti
- United States Air Force
- United States Navy
- United States Army

 Thailandia
- Royal Thai Navy (Forward Air Control/Light Attack)

 Uruguay
- Armada Nacional

3 O-2A ex Armada de Chile consegnati ad agosto 2018.
 Vietnam del Sud
- Vietnam Air Force

 Zimbabwe
- Zimbabwe Air Force

Operò con esemplari ex Rhodesian Air Force.

### Governativi
Costa Rica
- Servicio de Vigilancia Aérea - Fuerza Pública

4 O-2A consegnati, non se ne conosce il numero degli esemplari ancora in servizio e se in grado di volare al febbraio 2019.
 Stati Uniti
- California Department of Forestry & Fire Protection

## Lo Skymaster nella cultura di massa
- In ambito cinematografico, uno Skymaster compare nei film Apocalypse Now, Bat*21 e The Night Flyer